# Après l'éternité
Après l'éternité (titre original : The Far-Out Worlds of A. E. van Vogt) est un recueil, publié en 1968, de douze nouvelles de science-fiction écrites de 1941 à 1968 par A. E. van Vogt.

## Publication en France
- A. E. van Vogt (trad. Gisèle Bernier), Après l'éternité, Marabout, coll. « Marabout Science-Fiction » (no 403), 1972

Par rapport au recueil en langue anglaise The Far-Out Worlds of A. E. van Vogt, l'édition française de 1972 n'a repris que neuf des douze nouvelles : elle ne reprend pas les Assassins de la Terre, l'Automate humain et Accomplissement. La nouvelle Automaton est traduite en français et publiée en 1952 dans France Dimanche sous le titre Une femme gagne la guerre des robots ; elle est aussi publiée dans l'anthologie Histoires des temps futurs, composée en 1968 par Alain Dorémieux, sous le titre L'Automate humain.

## Résumés

### L'Ultra-terrestre
- Titre original : The Ultra Man
- Publications : VO : 1966 dans Worlds of Tomorrow ; 1re VF : 1967
- La nouvelle a été reprise dans le recueil Les Opérateurs humains (1983)
- « L'Ultra-terrestre » sur le site NooSFere
- (en) The Ultra Man, informations bibliographiques sur le site Internet Speculative Fiction Database
- Résumé : Richard Carr, un psychologue très récemment établi sur la Lune, voit ses sens et ses pouvoirs se modifier de façon extraordinaire ; il dispose notamment des pouvoirs de télépathie. Stupéfait, Carr détecte dans la base lunaire la présence d'un extraterrestre, qui tente de le tuer. Des recherches sont immédiatement ordonnées, alors que la rivalité entre scientifiques américains et soviétiques bat son plein. En fin de compte, l'extraterrestre (qui s'appelle Xilmer et est un espion) est tué, et Carr parvient, grâce à ses pouvoirs parapsychiques, à faire éloigner le vaisseau extraterrestre en influençant l'esprit de son commandant. Le terme d'« Ultra-terrestre » qui donne son titre à la nouvelle est à la fois Carr et l'Extraterrestre, qui lui aussi disposait de pouvoirs psi spéciaux.

### Le Vaisseau des ténèbres
- Titre original : Ship of Darkness
- Publications : VO : 1947 ; 1re VF : 1968
- « Le Vaisseau des ténèbres » sur le site NooSFere
- (en) Ship of Darkness, informations bibliographiques sur le site Internet Speculative Fiction Database
- Résumé : Un homme qui voyage dans le temps se voit soudain engagé dans une bataille par des êtres humanoïdes aux pouvoirs surprenants. Après s'être retrouvé en l'an 3 000 000 de notre ère, il se retrouve en - 37 000, avec une femme. Le couple va devenir Adam et Ève.

### Processus
- Titre original : Process
- Publications : VO : 1950 dans The Magazine of Fantasy & Science Fiction ; 1re VF : 1956
- La nouvelle est aussi parue en France dans le recueil Histoires de mondes étranges sous le titre Bucolique, ainsi que dans Le Livre d'or de la science-fiction : A. E. van Vogt

### Le Mobile
- Titre original : The Purpose
- Publications : VO : 1945 ; 1re VF : 1964
- « Le Mobile » sur le site NooSFere
- (en) The Purpose, informations bibliographiques sur le site Internet Speculative Fiction Database
- Résumé : Virginia Mention (journaliste) et son époux Norman Mention (universitaire) sont amenés à affronter les membres du Laboratoire Scientifique Futuriste. Ceux-ci sont des surhumains implacables, dont les pouvoirs sont issus des recherches menées par Dorial Cranston, un chercheur de génie mais très âgé. Se livrant à des transplantations d'organes, ils recherchent désespérément le laboratoire qui leur donne leurs pouvoirs avant que Cranston ne meure, et ont besoin de l'aide du couple Mention. À cet effet ils enlèvent Virginia ; Norman se met à leur recherche.

### Supra-cattus
- Titre original : The Cataaaaa
- Publications : VO : 1947 ; 1re VF : 1964
- « Supra-cattus » sur le site NooSFere
- (en) The Cataaaaa, informations bibliographiques sur le site Internet Speculative Fiction Database
- Résumé : Un homme est dans un bar. Il accoste des consommateurs assez éméchés et leur raconte une histoire qui, dit-il, lui est arrivée il y a quelques années. À cette époque, il était maître de conférences dans une université et était sur le point de se marier. Il a reçu une invitation d'un Chat. Interloqué, il s'est rendu à cette invitation. Ce Chat n'était pas un vrai chat ; c'était un extraterrestre venu en voyage d'étude sur Terre, à la fin de ses études universitaires, et qui s'apprêtait à quitter la planète. Une discussion avait eu lieu entre lui et l'extraterrestre sur ce qui définissait la nature profonde de l'être humain. Puis le Chat avait disparu. Depuis ce jour-là, leur explique l’homme, il essaie de convaincre ses concitoyens de la visite dudit extraterrestre.

### Les Indestructibles
- Titre original : The Replicators
- Publication : VO : 1965
- « Les Indestructibles » sur le site NooSFere
- (en) The Replicators, informations bibliographiques sur le site Internet Speculative Fiction Database
- Résumé : Steve Matlin, ancien Marine des États-Unis, est confronté à un extraterrestre capable de répliquer toutes les armes humaines (y compris les bombes atomiques), et même capable de se répliquer lui-même. Il découvrira en fin de compte que l’extraterrestre en question est resté sur sa planète d'origine, et qu'il agissait sur Terre par l'intermédiaire d'un avatar.

### Le Premier Martien
- Titre original : The First Martian
- Publication : VO : 1968
- « Le Premier Martien » sur le site NooSFere
- (en) The First Martian, informations bibliographiques sur le site Internet Speculative Fiction Database
- Résumé : Les humains viennent d'entreprendre la colonisation de la planète Mars. Pour ce faire, ils envoient, à titre expérimental, une équipe de spationautes et de techniciens, qui comprend notamment un sud-américain prénommé José : ayant vécu toute sa vie sur les hauts plateaux des Andes, il peut respirer l'air raréfié de la planète sans avoir besoin de scaphandre. Mais cet état de fait provoque la jalousie et le racisme de son collègue Frank, qui va tout faire dans un premier temps pour le dénigrer, puis tenter de tuer son collègue. Le chef d'équipe, Bill Hecton, après avoir eu des doutes et des réticences sur la valeur du travail de José, va sauver celui-ci des basses manœuvres de Frank.

### Sézigue
- Titre original : Itself ! (« Lui-même » ou « Soi-même »)
- Publications : VO : 1962 ; 1re publication VF : 1964
- Remarque : cette micronouvelle est la nouvelle la plus courte du recueil
- « Sézigue » sur le site NooSFere
- (en) Itself !, informations bibliographiques sur le site Internet Speculative Fiction Database
- Résumé : Une bombe-robot cybernétique attaque une embarcation sous-marine qu'il estime devoir détruire. Une lutte s'engage entre Sézigue et l'embarcation, dont on ne sait si elle est pilotée par des humains que Sézigue prend pour des ennemis, ou par des extraterrestres venus envahir la Terre.

### Ni commencement ni fin
- Titre original : Not the First
- Publications : VO : 1941 ; 1re VF : 1964
- « Ni commencement ni fi » sur le site NooSFere
- (en) Not the First, informations bibliographiques sur le site Internet Speculative Fiction Database
- Résumé : Le premier vol d'une fusée spatiale réserve une très désagréable surprise à son équipage lorsqu'elle dépasse la vitesse de la lumière. Tel un avion qui dépasse la vitesse supersonique et qui fait un bang supersonique, le dépassement de la vitesse de la lumière grâce aux moteurs atomiques a entraîné une multiplication ahurissante de la vitesse de croisière : la fusée parcourt désormais 30 années-lumière par seconde ! Les hommes d'équipage ne savent pas comment réduire cette vitesse et craignent de se perdre dans l'immensité de l'Univers. La Terre et le système solaire ne sont déjà plus repérables, et la sortie de la galaxie est imminente… Tous leurs essais pour réduire la vitesse du vaisseau sont des échecs, et ils finissent par aller si vite que, l'espace étant courbe, ils sont condamnés sans le vouloir ni le savoir à revivre éternellement les mêmes événements au sein du vaisseau… La nouvelle finit ainsi par les actions du commandant de bord Harcourt et les phrases prononcées au moment du début du récit.

### Les Assassins de la Terre
- Titre original : The Earth Killers
- Publication : 1949
- Remarque : cette nouvelle n'est pas reprise dans la publication de la collection Marabout Science-Fiction
- (en) The Earth Killers, informations bibliographiques sur le site Internet Speculative Fiction Database
- Résumé :

### L'Automate humain
- Titre original : Automaton
- Publication : 1950
- Remarque : cette nouvelle n'est pas reprise dans la publication de la collection Marabout Science-Fiction
- (en) Automaton, informations bibliographiques sur le site Internet Speculative Fiction Database
- Résumé :

### Accomplissement
- Titre original : Fulfillment
- Publication : 1951
- Remarque : cette nouvelle n'est pas reprise dans la publication de la collection Marabout Science-Fiction ; en revanche elle a été publiée dans le recueil Les Opérateurs humains
- (en) Fulfillment, informations bibliographiques sur le site Internet Speculative Fiction Database
- Résumé :